# شرکت نفت کویت
شرکت نفت کویت (به انگلیسی: Kuwait Oil Company) شرکت نفت و گاز کویتی است، که در زمینه اکتشاف و تولید، نفت خام و گاز طبیعی فعالیت می‌کند و به عنوان تنها شرکت تولیدکننده نفت خام در کشور کویت به‌شمار می‌آید.
شرکت نفت کویت در سال ۱۹۳۴ توسط شرکت نفت ایران و انگلیس و شرکت گلف اویل تأسیس شد و در حال حاضر چهارمین صادرکننده بزرگ نفت خام در جهان می‌باشد.
دفتر مرکزی این شرکت در شهر احمدی، کویت قرار دارد. مؤسسه نفت کویت، کلیه سهام این شرکت را در اختیار دارد و شرکت نفت کویت به‌عنوان شرکت تابعه این مؤسسه فعالیت می‌کند.